# العلاقات الدومينيكانية الناوروية
العلاقات الدومينيكانية الناوروية هي العلاقات الثنائية التي تجمع بين جمهورية الدومينيكان وناورو.

## مقارنة بين البلدين
هذه مقارنة عامة ومرجعية للدولتين:
| وجه المقارنة                                              | جمهورية الدومينيكان | ناورو                          |
| --------------------------------------------------------- | ------------------- | ------------------------------ |
| المساحة (كم2)                                             | 48.67 ألف           | 21                             |
| عدد السكان (نسمة)                                         | 10.40 مليون         | 10.08 ألف                      |
| الكثافة السكانية (ن./كم²)                                 | 213.68              | 48.00 ألف                      |
| العاصمة                                                   | سانتو دومينغو       | ضاحية يارين                    |
| اللغة الرسمية                                             | اللغة الإسبانية     | اللغة الناورونية، لغة إنجليزية |
| العملة                                                    | بيزو دومنيكاني      | دولار أسترالي                  |
| الناتج المحلي الإجمالي (بليون دولار)                      | 75.93 مليار         | 113.88 مليون                   |
| الناتج المحلي الإجمالي (تعادل القوة الشرائية) بليون دولار | 149.89 مليار        | 162.98 مليون                   |
| الناتج المحلي الإجمالي الاسمي للفرد دولار أمريكي          | 6.47 ألف            | 9.83 ألف                       |
| الناتج المحلي الإجمالي للفرد دولار أمريكي                 | 13.26 ألف           |                                |
| مؤشر التنمية البشرية                                      | 0.715               |                                |
| رمز المكالمات الدولي                                      | +1809، +1829، +1849 | +674                           |
| رمز الإنترنت                                              | .do                 | .nr                            |
| المنطقة الزمنية                                           | 00                  | ت ع م+12:00                    |

## منظمات دولية مشتركة
يشترك البلدان في عضوية مجموعة من المنظمات الدولية، منها:
| علم المنظمة | اسم المنظمة                                 | تاريخ انضمام جمهورية الدومينيكان | تاريخ انضمام ناورو |
| ----------- | ------------------------------------------- | -------------------------------- | ------------------ |
|             | يونسكو                                      | 4 نوفمبر 1946                    | 17 أكتوبر 1996     |
|             | الاتحاد البريدي العالمي                     | ?                                | ?                  |
|             | منظمة الشرطة الجنائية الدولية               | ?                                | ?                  |
|             | الأمم المتحدة                               | 24 أكتوبر 1945                   | 14 سبتمبر 1999     |
|             | منظمة حظر الأسلحة الكيميائية                | ?                                | ?                  |
|             | مجموعة دول أفريقيا والكاريبي والمحيط الهادئ | ?                                | ?                  |
|             | تحالف الدول الجزرية الصغيرة                 | ?                                | ?                  |